# Hélène de Zadar
Hélène de Zadar (croate : Jelena ; ? - 8 octobre 976), également connue sous le nom d'Hélène la Glorieuse, est une reine consort de Croatie. Après la mort de son époux, le roi Mihajlo Krešimir II, elle devient régente du royaume entre 969 et 976.

## Biographie
Hélène de Zadar appartient à l'ancienne famille patricienne Madi de Zadar. Elle épouse Mihajlo Krešimir II, membre de la dynastie des Trpimirović, et devient reine consort en 946.
Le roi meurt en 969 et son fils Étienne Drjislav lui succède alors qu'il est encore mineur. La reine Hélène devient régente et exerce le pouvoir jusqu'à sa mort en 976.
Durant son sa régence, elle fait construire les églises Saint-Étienne et Sainte-Marie à Solin. L'atrium de Saint-Étienne deviendra plus tard le mausolée des rois croates. Elle joue un rôle central dans l'union des éléments croates et latins au sein du royaume.
Helen meurt le 8 octobre 976. Elle est enterrée aux côtés de son mari à Sainte-Marie. L'épitaphe sur son sarcophage est découverte par l'archéologue Don Frane Bulić (1846-1936) le 28 août 1898 et fait la lumière sur la généalogie des premiers souverains croates :
« Dans cette tombe repose Hélène la Glorieuse, épouse du roi Mihajlo, mère du roi Etienne. Elle a régné/a apporté la paix au Royaume. Le 8 octobre 976 depuis l'incarnation de Notre-Seigneur... elle fut enterrée ici. Durant sa vie de reine, elle fut également mère des orphelins et protectrice des veuves. Que ceux qui regardent ici disent : Dieu ait pitié de son âme. »